# Nilüfer Çinar Çorlulu
Nilüfer Çinar Çorlulu (née Nilüfer İpek Çınar le 4 novembre 1962, à Iskenderun, en Turquie) est une joueuse d'échecs turque, neuf fois championne de Turquie d'échecs.
Elle est l'une des joueuses d'échecs les plus titrées de Turquie, derrière Gülümser Öney, qui a onze titres, et égalée en 2013 par Betül Cemre Yıldız,.

## Biographie
Nilüfer Çinar Çorlulu est née en 1962 à Iskenderun, dans le sud de la Turquie. Au lycée, elle est une bonne joueuse de basket et son professeur lui recommande de fréquenter une académie de sport après l'obtention de son diplôme. C'est seulement lors de ses études à l'Université de la mer Noire, à Trabzon, qu'elle se familiarise avec le jeu d'échecs. Elle se rend vite compte que son ami, qui lui sert de professeur, ne connait pas bien les règles des échecs. Plus progresse dans le jeu, plus son style de vie change.
Nilüfer Çınar Çorlulu se plaint du manque d'entraîneur professionnel dans les années 90, en raison de l'incapacité financière de la Fédération turque des échecs à la soutenir. En absence de perspective de progression et sans moyen financier d'y parvenir, elle décide de se mettre en retrait des compétitions, considérant qu'elle avait gagné tout ce qu'il était possible de remporter. Lorsqu'elle renoue avec la compétition, en 1999, Nilüfer Çınar Çorlulu récupère son titre national et le conserve les années suivantes. Elle reconnait, dans un entretien, que le niveau des échecs féminins en Turquie n'étaient pas à un niveau très élevé dans les années 1980 et 1990.
Diplômée en mathématiques, elle est devient formatrice et consultante en échecs, mathématiques et géométrie ainsi qu'en calcul mental pour les enfants de 5 à 14 ans dans sa propre société basée à Ankara,. Nilüfer Çınar Çorlulu donne également des simultanées dans les écoles pour intéresser les enfants aux échecs. Elle représentante de la province d'Ankara auprès de la fédération turque des échecs.

## Palmarès national
En 1984, Nilüfer Çinar Çorlulu participe à un tournoi organisé par la Direction des affaires étudiantes à İnciraltı, proche d'Izmir, et prend la troisième place. La même année, elle participe au championnat de Turquie d'échecs se classe sixième. De plus en plus ambitieuse, elle pense même abandonner l'université pour se consacrer totalement aux échecs. En 1986, elle remporte la deuxième place du championnat national. Elle participe alors à la 27e Olympiade d'échecs à Dubaï, qui se déroulent aux Emirats Arabes Unis, et atteint un score total de 9½ points en 14 rencontres. En 1987, elle devient championne de Turquie et répète sa performance sur six années consécutives, jusqu'en 1992. Après sa deuxième place au tournoi zonal en Grèce en 1993, elle reçoit le titre de Grand maître international féminin. Elle est la première femme turque à obtenir ce titre.

## Parcours en équipe nationale
Nilüfer Çınar Çorlulu est membre de l'équipe nationale turque pendant 21 ans. Elle joue notamment lors des olympiades d'échecs, championnat d'Europe d'échecs des nations féminin et des Balkaniades.

### Parcours pendant les olympiades d'échecs
Nilüfer Çinar Çorlulu participe aux olympiades d'échecs avec la sélection turque :
- en 1986, au troisième échiquier lors de réserve à la 27e Olympiade d'échecs qui s'est déroulée à Dubaï, aux Emirats Arabes Unis (8 victoires (+8), 3 matchs nuls (=3), 3 défaites (-3))[9],
- en 1988, au premier échiquier lors de réserve de la 28e Olympiade d'échecs qui s'est déroulée à Thessalonique, en Grèce (+6, =2, -5)[9],
- en 1990, au premier échiquier lors de la 29e Olympiade d'échecs qui s'est déroulée à Novi Sad, en Yougoslavie (+3, =7, -4)[9],
- en 1992, au premier échiquier lors de la 30e Olympiade d'échecs qui s'est déroulée à Manille, aux Philippines (+6, =1, -6)[9],
- en 1994, au premier échiquier lors de la 31e Olympiade d'échecs qui s'est déroulée à Moscou, en Russie (+7, =4, -3)[9],
- en 1998, au premier échiquier lors de la 33e Olympiade d'échecs qui s'est déroulée à Elista, en Russie (+5, =0, -6)[9],
- en 2000, au premier échiquier de réserve  lors de la 34e Olympiade d'échecs qui s'est déroulée à Istanbul, en Turquie (+5, =1, -7)[9],
- en 2002, au troisième échiquier lors de la 35e Olympiade d'échecs qui s'est déroulée à Bled, en Slovénie (+5, =2, -4)[9],
- en 2004, au deuxième échiquier lors de la 36e Olympiade d'échecs qui s'est déroulée à Calvià, en Espagne (+3, =0, -6)[9],
- en 2006, au premier échiquier de réserve lors de la 37e Olympiade d'échecs qui s'est déroulée à Turin, en Italie (+1, =0, -4)[9].

### Parcours lors du championnat d'Europe d'échecs des nations féminin
Nilüfer Çinar Çorlulu joue pour l'équipe nationale turque lors de diverses éditions du championnat d'Europe des nations féminin :
- En 1997, au premier échiquier lors du 7e championnat d'Europe d'échecs des nations qui se déroule à Pula, en Croatie (3 victoires (+3), 1 match nul (=1), 5 défaites (-5))[10],
- En 1999, au premier échiquier du 8e championnat d'Europe d'échecs des nations qui se déroule à Batoumi, en Géorgie (+1, =2, -4)[10],
- En 2001, au premier du 9e championnat d'Europe d'échecs des nations qui se déroule à Léon, en Espagne (+2, =2, -4)[10],
- En 2003, au deuxième échiquier du 11e championnat d'Europe d'échecs des nations qui se déroule à Plovdiv, en Bulgarie (+2, =2, -4)[10],
- En 2003, au deuxième échiquier du 11e championnat d'Europe d'échecs des nations qui se déroule à Göteborg, en Suède (+1, =3, -5)[10].

### Parcours lors des Balkaniades
Nilüfer Çinar Çorlulu participe aux Balkaniades :
- en 1992, au premier échiquier (+2, =0, -1)[11]. Elle reçoit une médaille d'or pour sa performance individuelle.
- en 1993, au premier échiquier (+1, =0, -3)[11]
- en 1994, au premier échiquier (+0, =0, -5)[11]